# 뫼 (가수)
MØ(1988년 8월 13일 ~ )는 덴마크의 싱어송라이터이다. MØ는 한국어로 "뫼"로 발음하면 된다. 본래 Mø 는 덴마크어로 "처녀"를 뜻한다.

## 음반 목록
- 《No Mythologies to Follow》 (2014)
- 《Forever Neverland》 (2018)
- 《Motordrome》 (2022)
- 《Plæygirl》 (2025)